# American Buffalo
Pour plus de détails, voir Fiche technique et Distribution.
American Buffalo est un film dramatique anglo-américain réalisé en 1996 par Michael Corrente ayant pour interprètes Dustin Hoffman, Dennis Franz et Sean Nelson (en). Ce film est tiré de la pièce de théâtre éponyme (en) de David Mamet.

## Synopsis
Complètement fauchés, vivant de combines minables, Teach et Tom préparent un ultime braquage. Mais il leur faut un complice : ce sera Bobby, un jeune délinquant que Tom prend sous sa protection. Mais comment réussir ce coup de la dernière chance, alors que Teach, en proie à de très violentes colères, se révèle souvent incontrôlable…

## Fiche technique
- Titre : American Buffalo
- Réalisation : Michael Corrente
- Scénario : David Mamet d'après sa pièce de théâtre
- Musique : Thomas Newman
- Photographie : Richard Crudo
- Montage : Kate Sanford
- Production : Gregory Mosher
- Société de production : Capitol Films, Channel Four Films, Prairie Oyster Productions, Punch Productions et The Samuel Goldwyn Company
- Société de distribution : The Samuel Goldwyn Company (États-Unis)
- Pays :  Royaume-Uni et  États-Unis
- Genre : Drame
- Durée : 88 minutes
- Dates de sortie : 
  -  États-Unis : 13 septembre 1996

## Distribution
- Dustin Hoffman (VF : Michel de Warzée) : Teach
- Dennis Franz (VF : Daniel Nicodème) : Donnie
- Sean Nelson (en) (VF : Circé Lethem) : Bobby